# 1955 McMath
1955 McMath este un asteroid din centura principală, descoperit pe 22 septembrie 1963.